# Burial (альбом)
«Burial» — дебютный студийный альбом музыканта Burial, вышедший 15 мая 2006 года на британском независимом лейбле Hyperdub, и выдержанный в жанре дабстеп. Был включён в списки лучших альбомов 2006 года британскими музыкальными журналами Q и Uncut.

## Список композиций
1. - (0:36)
2. Distant Lights (5:26)
3. Spaceape (4:01) — совместно с The Spaceape
4. Wounder (4:51)
5. Night Bus (2:20)
6. Southern Comfort (5:01)
7. U Hurt Me (5:22)
8. Gutted (4:43)
9. Forgive (3:07)
10. Broken Home (5:04)
11. Prayer (3:45)
12. Pirates (6:10)
13. - (0:54)